# ドリームランド (イエロージャケッツのアルバム)
ドリームランド (Dreamland)は、アメリカのフュージョン・グループ、イエロージャケッツがワーナー・ブラザース・レコードより1995年に発売したスタジオ・アルバム。
レーベルがGRPより初期に所属していたワーナー・ブラザースに復帰してからの第一弾。ビルボードの「Top Contemporary Jazz Albums chart」において、最高12位を記録。
「Summer Song」のコーラス・ワークに、ボビー・マクファーリンをゲストとして呼んでいる。

## トラック・リスト
| #         | タイトル                        | 作詞・作曲                     | 時間  |
| --------- | ------------------------------- | ------------------------------ | ----- |
| 1.        | 「"The Chosen"」                | Russell Ferrante, Jimmy Haslip | 4:59  |
| 2.        | 「"Blacktop"」                  | Ferrante, Haslip, Bob Mintzer  | 5:02  |
| 3.        | 「"Summer Song"」               | Ferrante, Haslip               | 6:35  |
| 4.        | 「"Small Town"」                | Ferrante, Haslip               | 6:31  |
| 5.        | 「"A Walk in the Park"」        | Mintzer                        | 5:21  |
| 6.        | 「"Turn in Time"」              | Ferrante, Haslip               | 5:05  |
| 7.        | 「"Father Time"」               | Mintzer                        | 4:39  |
| 8.        | 「"New Lullaby"」(for Gabriela) | Haslip, Ferrante               | 4:34  |
| 9.        | 「"Dreamland"」                 | Kennedy, Haslip, Ferrante      | 5:42  |
| 10.       | 「"Take My Hand"」              | Kennedy, Ferrante              | 4:31  |
| 合計時間: | 合計時間:                       | 合計時間:                      | 56:32 |

## パーソネル
- ラッセル・フェランテ (Russell Ferrante) - キーボード
- ジミー・ハスリップ (Jimmy Haslip) - ベース
- ウィリアム・ケネディ (William Kennedy) - ドラムス
- ボブ・ミンツァー (Bob Mintzer) - サクソフォーン、クラリネット、バス・クラリネット

ゲスト・ミュージシャン
- チャック・フィンドレー (Chuck Findley) - トランペット (1、7)、トランペット&トロンボーン (5)
- ルイス・コンテ (Luis Conte) - パーカッション (1, 4)
- ボビー・マクファーリン (Bobby McFerrin) - ボーカル、パーカッション (3)